# Pasquale Liberatore
Pasquale Liberatore (Potenza, 27 maart 1932 - 31 oktober 2003) was een Italiaans geestelijke en theoloog.
Liberatore trad in bij de Salesianen van Don Bosco en werd in 1958 tot priester gewijd. Hij vervulde talrijke functies binnen de Orde van de Salesianen, waar hij in 1990 werd aangesteld als Algemeen Postulator voor de Heiligverklaringen van de Salesiaanse Congregatie. In die hoedanigheid werd hem in 2002 door Vincenzo Savio, bisschop van Belluno Feltre gevraagd op te treden als postulator in de zaak van paus Johannes Paulus I, die altijd een grote toewijding aan de heilige Franciscus van Sales had gehad. Liberatore nam de zaak op zich, maar overleed onverwacht op 71-jarige leeftijd.